# روبي هندرسون
روبي هندرسون (بالإنجليزية: Robbie Henderson)‏ (11 أكتوبر 1982 باسكتلندا في المملكة المتحدة - ) هو لاعب كرة قدم بريطاني في مركز الدفاع. لعب مع بونيس يونايتد وريث روفرز وكوين أوف ساوث وليدز يونايتد ونادي بريتشين سيتي ونادي كيلمارنوك ونادي ستنهاوسموير وبيرويك راينجرز وجلينفتون أثلتيك ‏ وKirkintilloch Rob Roy F.C. ‏ وPollok F.C. ‏ ونادي غرينوك مورتون.

## وصلات خارجية
- روبي هندرسون على موقع Soccerbase.com (لاعب) (الإنجليزية)